# Wade-Giles
Angielska transkrypcja sinologiczna Wade’a i Gilesa – transkrypcja stosowana do zapisu wymowy języka chińskiego za pomocą alfabetu łacińskiego na potrzeby użytkowników języka angielskiego. Jej nazwa pochodzi od nazwisk dwóch brytyjskich sinologów, Thomasa Wade’a i Herberta Gilesa.
Transkrypcja ta została stworzona przez Thomasa Wade’a w 1859 roku (w pracy Peking Syllabary). Zyskała popularność dzięki wersji zmodyfikowanej autorstwa Herberta Gilesa z Chinese-English Dictionary (1912).
Dzięki dominującej pozycji języka angielskiego, w XX wieku była to najpopularniejsza forma latynizacji chińskich nazw, jednak w latach 80. zaczęła tracić popularność na rzecz opracowanej przez samych Chińczyków transkrypcji pinyin.